# Abel Kipchumba
Abel Kipchumba (3 febbraio 1994) è un maratoneta e mezzofondista keniota.

## Biografia
Nel 2021 vincendo la mezza maratona di Valencia con un tempo di 58'07" ha stabilito il sesto tempo di sempre nella storia su questa distanza.

## Altre competizioni internazionali
2018
- 8º alla Mezza maratona di Valencia ( Valencia) - 59'29"
- 4º alla Mezza maratona di Praga ( Praga) - 1h00'05"

2019
- 10º alla Maratona di Berlino ( Berlino) - 2h09'39"
- 11º alla Mezza maratona di Praga ( Praga) - 1h02'07"

2021
- 12º alla Maratona di Praga ( Praga) - 2h15'31"
- Oro alla Mezza maratona di Valencia ( Valencia) - 58'07"

2022
- 5º alla Maratona di Berlino ( Berlino) - 2h06'49"
- Bronzo alla Mezza maratona di Berlino ( Berlino) - 59'58"
- 8º alla Mezza maratona di Ras al-Khaima ( Ras al-Khaima) - 59'47"

2023
- Oro alla Mezza maratona di Boston ( Boston) - 1h01'32"

2024
- 8º alla Maratona di New York ( New York) - 2h10'39"
- Oro alla Great North Run ( Newcastle upon Tyne) - 59'52"